# فرانسوا فلامنغ
فرانسوا فلامنغ (1856-1923)، (بالفرنسية: François Flameng)، رسام فرنسي أُشتهر بنجاحاته الكبيرة خلال الربع الأخير من القرن التاسع عشر والربع الأول من القرن العشرين. أبوه كان نحّاتا مشهورا، وتلقى الابن تعليما متميزا في حرفته.

## حياته
أُشتُهِر فلامنغ في بادئ الأمر بالرسم القصصي وبرسم البورتريه، ثم أصبح بعد ذلك أستاذا في أكاديمية الفنون الجميلة. قام بتزيين مبانٍ مدنية مهمة مثل جامعة السوربون بباريس وأوبرا الكوميديا في لندن، كما أنتج أيضا أعمالا إعلانية مختلفة. حصل فلامنغ على أعلى وسام مدني لفرنسا، "وسام جوقة الشرف"، وقام بصميم أول العملات الورقية الفرنسية. كما أصبح بعد ذلك قائدًا فخريًا للوسام الملكي الفيكتوري في حفل تكريم عيد الميلاد لعام 1908.
زادت شهرة فلامنغ بعد ذلك عند رسم لوحة "الحرب العالمية الأولى"، ثم تم تعيينه رئيسا فخريا لجمعية الرسامين العسكريين، وموثقًا معتمد لوزارة الحرب. عُرضت أعماله في مجمع ليزنفاليد في باريس، وكذلك تم إعادة نشرها في بعض المجلات الإخبارية. زَمَنَ رسمها، كانت لوحات فلامنغ التي رسمها حول الحرب، مَحَطَّ سخرية من قِبَل العديد من النقاد لكونها واقعية للغاية، ولا تشمل الدراما البطولية (نوع من المسرحيات التي ظهرت في إنجلترا خلال عصر الأسترداد)، رغم أن لوحاته تبدو رومانسية بالنسبة للذين تعودوا على مشاهدة صور الإبادة الجماعية والحرب النووية.
تم التبرع بمعظم لوحاته التي تدور حول الحرب للمتحف الحربي بباريس في عام 1920. في عام 1919، أُنتُخِب في الأكاديمية الوطنية للتصميم، كأكاديمي فخري مناظر.

## الزواج، العائلة والأصدقاء
تزوج فلامنغ من مارجريت هنرييت اوغوستا توركيه في بلدة نويلي سور سين في 30 نوفمبر 1881.
كان فرانسوا فلامنغ صديقا للرسام الأمريكي جون سنغر سارغنت، الذي قام برسم صورة بوتريه له، كما سافر أيضا مع جان ليون جيروم وفيكتور كليرين عبر إيطاليا، ودَرَّس بول إيميل بيكات.

## وفاته
توفي فرانسوا فلامنغ في 28 فبراير 1923 بباريس عن عمر يناهز 66 سنة.